# الاتفاق الشامل والتقدمي للشراكة العابرة للمحيط الهادئ
اتفاق الشراكة الشاملة والتقدمية عبر المحيط الهادئ (بالإنجليزية: Comprehensive and Progressive Agreement for Trans-Pacific Partnership)، هي اتفاقية تجارية بين كل من أستراليا، بروناي، كندا، تشيلي، اليابان، ماليزيا، المكسيك، نيوزيلندا، بيرو، سنغافورة، وفيتنام.
في وقت توقيعها، مثلت اقتصادات البلدان الإحدى عشرة مجتمعة 13.4 في المائة من الناتج المحلي الإجمالي العالمي، أي ما يقرب من 13.5 تريليون دولار أمريكي، مما يجعل الاتفاق بين دول المنطقة ثالث أكبر منطقة تجارة حرة في العالم من حيث الناتج المحلي الإجمالي بعد اتفاقية التجارة الحرة لأمريكا الشمالية والسوق الأوروبية المشتركة.
يشتمل اتفاق الشراكة الشاملة والتقدمية عبر المحيط الهادئ على معظم بنود اتفاق الشراكة عبر المحيط الهادي، ولكن تم تعليق 22 بندا من الأحكام وتخفيض عتبة التشريع بحيث لا تكون مشاركة الولايات المتحدة مطلوبة. تم التوقيع على اتفاقية الشراكة عبر المحيط الهادي في 4 فبراير 2016، ولكن لم تدخل حيز التنفيذ بسبب انسحاب الولايات المتحدة.
في مايو 2017، وافق جميع الموقعين الأصليين على اتفاقية الشراكة عبر المحيط الهادي باستثناء الولايات المتحدة على إحياء الاتفاقية من جديد، وتوصلوا إلى اتفاق في يناير 2018 على إبرام اتفاقية جديدة تحمل اسم الشراكة الشاملة والتقدمية عبر المحيط الهادئ. أقيم حفل التوقيع الرسمي في 8 مارس 2018 في سانتياغو، تشيلي.
تُحدد الاتفاقية أن أحكامها تدخل حيز التنفيذ بعد 60 يوما من التصديق عليها من قبل 50٪ من الدول المُوقعة على الأقل (ستة من الدول المُوقعة ال11 ). كانت الدولة السادسة التي صادقت على الاتفاقية هي أستراليا في 31 أكتوبر، ودخل الاتفاق حيز التنفيذ بالنسبة للدول الست المُصادقة الأولى في 30 ديسمبر 2018.

## المصادقة
في 28 يونيو 2018، كانت المكسيك أول دولة تنهي إجراءات المصادقة المحلية الخاصة بها، حيث صرح الرئيس إنريكه بينيا نييتو : «مع اتفاقية الجيل الجديد هذه، ستنوع المكسيك علاقاتها الاقتصادية مع العالم وتُظهر التزامها بالانفتاح والتجارة الحرة».
في 6 يوليو 2018، أصبحت اليابان ثاني دولة تصدق على الاتفاقية.
في 19 يوليو 2018، أصبحت سنغافورة الدولة الثالثة التي تصدق على الاتفاقية وتودع صك تصديقها.
في 17 أكتوبر 2018، أقر البرلمان الفيدرالي الأسترالي التشريعات ذات الصلة من خلال مجلس الشيوخ. تم إيداع التصديق الرسمي في 31 أكتوبر 2018، لتصبح أستراليا سادس دولة مُوقعة تصادق على الاتفاقية، ودخلت بذلك الاتفاقية حيز التنفيذ بعد 60 يوما.
في 25 أكتوبر 2018، صدقت نيوزيلندا على الاتفاقية، مما زاد عدد الدول التي صدقت على الاتفاقية رسميا إلى أربعة.
أيضا في 25 أكتوبر 2018، أقرت كندا الاتفاقية وحصلت على موافقة ملكية[34]. تم إيداع التصديق الرسمي في 29 أكتوبر 2018.
في 2 نوفمبر 2018، تم تقديم الاتفاقية والوثائق ذات الصلة إلى الجمعية الوطنية لفيتنام للتصديق عليها. في 12 نوفمبر 2018، أصدرت الجمعية الوطنية قرارا بالإجماع بالتصديق على الاتفاقية. أخطرت الحكومة الفيتنامية نيوزيلندا رسميا بتصديقها في 15 نوفمبر 2018.
| الدولة المُوقعة | التوقيع     | المؤسسة                    | تاريخ التصديق  | لصالح                        | ضد                           | امتناع عن التصويت            | تاريخ الإيداع   | مراجع                |
| -------------- | ----------- | -------------------------- | -------------- | ---------------------------- | ---------------------------- | ---------------------------- | --------------- | -------------------- |
| المكسيك        | 8 مارس 2018 | مجلس شيوخ المكسيك          | 24 أبريل 2018  | 73                           | 24                           |                              | 28 يونيو 2018   | [ 31 ]               |
| المكسيك        | 8 مارس 2018 | الرئيس                     | 23 مايو 2018   | منحت                         | منحت                         | منحت                         | 28 يونيو 2018   |                      |
| اليابان        | 8 مارس 2018 | مجلس النواب الياباني       | 18 مايو 2018   | موافقة الأغلبية (تصويت دائم) | موافقة الأغلبية (تصويت دائم) | موافقة الأغلبية (تصويت دائم) | 6 يوليو 2018    | [ 32 ]               |
| اليابان        | 8 مارس 2018 | مجلس المستشارين الياباني   | 13 يونيو 2018  | 168                          | 69                           |                              | 6 يوليو 2018    | [ 33 ]               |
| سنغافورة       | 8 مارس 2018 | موافقة البرلمان غير مطلوبة |                |                              |                              |                              | 19 يوليو 2018   | [ 34 ]               |
| نيوزيلندا      | 8 مارس 2018 | مجلس النواب                | 24 أكتوبر 2018 | 111                          | 8                            |                              | 25 أكتوبر 2018  | [ 35 ] [ 36 ]        |
| نيوزيلندا      | 8 مارس 2018 | الموافقة الملكية           | 25 أكتوبر 2018 | منحت                         | منحت                         | منحت                         | 25 أكتوبر 2018  | [ 35 ]               |
| كندا           | 8 مارس 2018 | مجلس العموم الكندي         | 16 أكتوبر 2018 | 236                          | 44                           | 1                            | 29 أكتوبر 2018  | [ 37 ]               |
| كندا           | 8 مارس 2018 | مجلس الشيوخ الكندي         | 25 أكتوبر 2018 | موافقة الأغلبية (تصويت شفوي) | موافقة الأغلبية (تصويت شفوي) | موافقة الأغلبية (تصويت شفوي) | 29 أكتوبر 2018  | [ 38 ]               |
| كندا           | 8 مارس 2018 | الموافقة الملكية           | 25 أكتوبر 2018 | منحت                         | منحت                         | منحت                         | 29 أكتوبر 2018  | [ 24 ] [ 27 ]        |
| أستراليا       | 8 مارس 2018 | مجلس نواب أستراليا         | 19 سبتمبر 2018 | موافقة الأغلبية (تصويت دائم) | موافقة الأغلبية (تصويت دائم) | موافقة الأغلبية (تصويت دائم) | 31 أكتوبر 2018  | [ 21 ] [ 22 ] [ 39 ] |
| أستراليا       | 8 مارس 2018 | مجلس الشيوخ الأسترالي      | 17 أكتوبر 2018 | 33                           | 15                           |                              | 31 أكتوبر 2018  | [ 21 ] [ 22 ] [ 40 ] |
| أستراليا       | 8 مارس 2018 | الموافقة الملكية           | 19 أكتوبر 2018 | منحت                         | منحت                         | منحت                         | 31 أكتوبر 2018  | [ 21 ] [ 22 ]        |
| فيتنام         | 8 مارس 2018 | الجمعية الوطنية            | 12 نوفمبر 2018 | 469                          | 0                            | 16                           | 15 نوفمبر 2018. | [ 41 ] [ 42 ]        |
| تشيلي          | 8 مارس 2018 | مجلس نواب تشيلي            | 17 أبريل 2019  | 77                           | 68                           | 2                            |                 | [ 43 ] [ 44 ]        |
| تشيلي          | 8 مارس 2018 | مجلس الشيوخ                | فترة المداولة  |                              |                              |                              |                 |                      |

## الدخول حيز التنفيذ
في 30 ديسمبر 2018، دخل الاتفاق حيز التنفيذ بين أستراليان كندا، المكسيك، سنغافورة، اليابان، ونيوزيلندا.
في 1 يناير 2019، قامت كل من أستراليان كندا، المكسيك، سنغافورة، ونيوزيلندا بخفض الرسوم الجمركية للمرة الثانية. فيما قامت اليابان بخفض الرسوم الجمركية في 1 أبريل 2019.
في 14 يناير 2019، دخل الاتفاق حيز التنفيذ بالنسبة لفيتنام.

## أعضاء محتملون
في يناير 2018، ذكرت حكومة المملكة المتحدة أنها تدرس عضوية اتفاق الشراكة الشاملة والتقدمية عبر المحيط الهادئ لتحفيز صادراتها بعد خروج بريطانيا من الاتحاد الأوروبي، و أنها أجرت محادثات غير رسمية مع العديد من الدول الأعضاء في الاتفاق. لدى بريطانيا تبعيات في المحيط الهادئ هي جزر بيتكيرن. في أكتوبر 2018، قال رئيس الوزراء الياباني شينزو آبي إنه سيرحب بالمملكة المتحدة للانضمام إلى الشراكة بعد خروجها من الاتحاد الأوروبي.
| البلد            | الوضع مع اتفاق 2016 | الوضع مع CPTPP           | أعلنت اهتمامها بالانضمام |
| ---------------- | ------------------- | ------------------------ | ------------------------ |
| الولايات المتحدة | عضو سابق            | أعلنت اهتمامها بالانضمام | يناير 2018               |
| تايوان           | غير مُوقعة           | أعلنت اهتمامها بالانضمام | 2016                     |
| المملكة المتحدة  | غير مُوقعة           | أعلنت اهتمامها بالانضمام | يناير 2018               |
| كولومبيا         | غير مُوقعة           | أعلنت اهتمامها بالانضمام | 2018                     |
| إندونيسيا        | غير مُوقعة           | أعلنت اهتمامها بالانضمام | 2018                     |
| كوريا الجنوبية   | غير مُوقعة           | أعلنت اهتمامها بالانضمام | 2018                     |
| تايلاند          | غير مُوقعة           | أعلنت اهتمامها بالانضمام | 2018                     |